# 好きだから。
『好きだから。』（すきだから）は、BENIの19枚目のシングル。ユニバーサルミュージック移籍後11作目のシングルである。
ミュージックビデオには、当時雑誌『Popteen〔ポップティーン〕』で活動していたモデルの廣瀬麻伊が単独で出演、沖縄が撮影地となった。

## 収録曲
1. 好きだから。
  - 作詞・作曲：BENI／編曲：Gen Ittetsu
2. One In A Million 
  - 作詞：BENI／作曲・編曲：Daisuke "D.I" Imai
3. 好きだから。 (Instrumental)
4. One In A Million (Instrumental)